# Le metamorfosi (Apuleio)
Le metamorfosi (in latino Metamorphoseon libri XI, probabilmente il titolo originario) è un'opera scritta da Lucio Apuleio nel II secolo d.C. È anche noto con il titolo L'asino d'oro (Asinus aureus), con il quale viene citato da sant'Agostino nel De civitate Dei (XVlll, 18). È uno dei tre soli romanzi della letteratura latina a essere pervenuto fino a oggi insieme al Satyricon di Petronio e alla Storia di Apollonio re di Tiro d'autore ignoto, e l'unico sopravvissuto integralmente, poiché degli altri due sono rimasti solo dei frammenti.
Il protagonista del romanzo è il curiosus Lucio: alla fine dell'opera viene rivelato che è nativo di Madaura, la città della Numidia dove nacque l'autore stesso. Viaggiando in Tessaglia, terra di streghe e incantesimi, egli prova un insaziabile desiderio di vedere e praticare la magia: dopo essersi spalmato un unguento magico, si ritrova trasformato accidentalmente in asino. La trama prosegue seguendo Lucio nelle sue peripezie attraverso lunghe avventure, vicende e repertori di racconti, portandolo finalmente a ritrovare la forma umana e una nuova consapevolezza di sé. Il percorso di caduta, sofferenza e redenzione si concluderà grazie all'intervento della dea Iside, della quale Lucio diverrà un ardente devoto.

## Origine
(Apuleio, Le metamorfosi, I)
Essendo centrale ne Le metamorfosi il tema della magia, ma non essendo citata l'opera nell'Apologia, che riporta il discorso difensivo dell'autore coinvolto nel 158 in un processo per magia, si desume che la stesura del romanzo sia posteriore a quella data. Il testo potrebbe essere una rielaborazione di un'opera spuria di Luciano di Samosata (pseudo-lucianea), Lucio o l'asino. Inoltre, secondo il patriarca Fozio, la storia di Lucio deriverebbe da un romanzo, per noi perduto, da lui attribuito a Lucio di Patre. Il patriarca, infatti, fa intendere l'esistenza di tre romanzi, l'uno di Lucio di Patre, di cui dice aver letto diversi λόγοι, un altro di Luciano di Samosata e l'ultimo di Apuleio. Il dibattito tra gli studiosi verte attorno alla possibilità che l'opera di Apuleio sia derivata da questa fonte comune, costituita dal romanzo dello sconosciuto Lucio di Patre (il cui nome potrebbe essere anche il frutto di un malinteso dello stesso Fozio, che avrebbe confuso il nome del protagonista con quello dell'autore), oppure dal rimaneggiamento pseudo-lucianeo di Lucio ovvero l'asino.

## Struttura

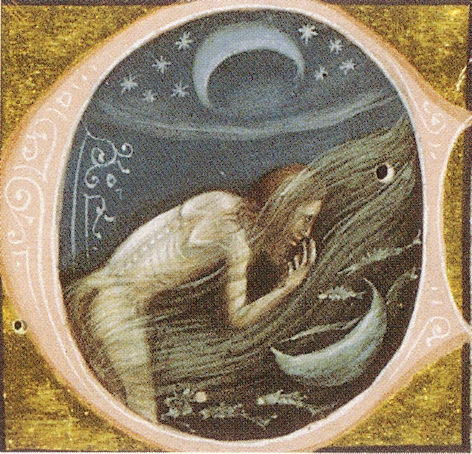
Miniatura (1345) di Bartolomeo de' Bartoli Lucio riprende la forma umana

Il libro è costituito da un soggetto principale, la metamorfosi di Lucio in un asino a seguito di un esperimento non andato a buon fine. È questo l'episodio-chiave del romanzo, che muove il resto dell'intreccio. Il secondo livello narrativo è costituito dalle peripezie dell'asino che, nell'attesa di riassumere le sembianze umane, si vede passare di mano in mano, mantenendo però raziocinio umano e riportando le sue molteplici disavventure.
La narrazione è inoltre spesso interrotta da digressioni di varia lunghezza, che riferiscono vicende degne di nota o di curiosità, relative alle vicende del protagonista o raccontate da altri personaggi.
Una di queste, la favola di Amore e Psiche, occupa più libri, tanto da costituire un piano narrativo a sé ed essere considerata la chiave di lettura del romanzo o anche una versione in miniatura del romanzo stesso. Le altre digressioni inserite nell'intreccio principale sono costituite da vicende di vario tipo, ove il magico (primi tre libri) si alterna con l'epico (storie dei briganti), con il licenzioso, col tragico, col comico, in una sperimentazione di generi diversi che trova corrispondenza nello sperimentalismo linguistico, con la sola eccezione del libro XI: qui la componente mistica ha il sopravvento e la forma animale di Lucio ha perduto quasi totalmente importanza, mentre nel corso del romanzo proprio la presenza costante delle riflessioni dell'asino crea un effetto di continuità che forma i due livelli di lettura, e scandisce il senso complessivo della vicenda come iter progressivo verso la sapienza.

### Il soggetto
Degli undici libri, i primi tre sono occupati dalle avventure del protagonista, il giovane Lucio (omonimo dell'autore, a cui forse proprio dal protagonista venne attribuito tale nome) prima e dopo il suo arrivo a Hypata in Tessaglia (tradizionalmente terra di maghi). Coinvolto già durante il viaggio nell'atmosfera carica di mistero che circonda il luogo, il giovane manifesta subito il tratto distintivo fondamentale del suo carattere, la curiosità, che lo conduce ad incappare nelle trame sempre più fitte di sortilegi che animano la vita della città.

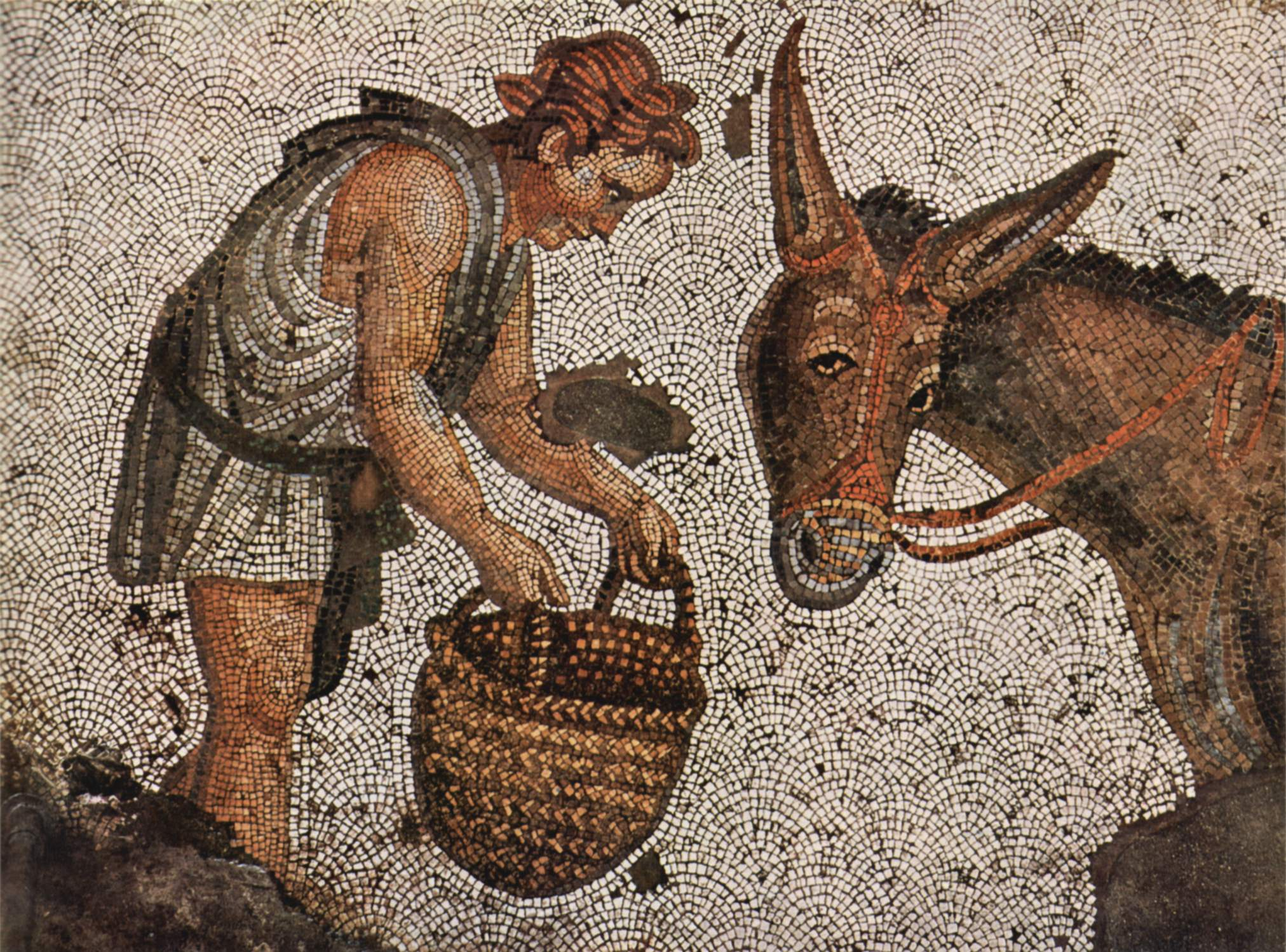
La favola dell'asino in un mosaico bizantino

Ospite del ricco Milone e di sua moglie Pànfile, esperta di magia, riesce a conquistarsi i favori della servetta Fòtide e la convince a farlo assistere di nascosto a una delle trasformazioni cui si sottopone la padrona. Alla vista di Pànfile che, grazie a un unguento, si muta in gufo, Lucio prega Fotide che lo aiuti a sperimentare su di sé tale metamorfosi. Fotide accetta, ma sbaglia unguento, e Lucio diventa asino, pur mantenendo facoltà raziocinanti umane.
Lucio apprende da Fotide che, per riacquistare sembianze umane, dovrà cibarsi di rose: via di scampo che, subito cercata, è rimandata sino alla fine del romanzo da una lunga serie di peripezie che l'asino incontra. Infine, giunto a Corinto Lucio apprende in sogno che l'indomani ci sarà una solenne festa in onore di Iside; nel corso della cerimonia mangia le rose che adornano il sistro di un sacerdote, riprendendo così forma umana. In segno di riconoscenza si consacra devotamente alla dea, entrando nel ristretto numero di adepti al culto dei misteri isiaci.

### Altri piani narrativi
Una seconda sezione del romanzo comprende le vicende dell'asino in rapporto a un gruppo di briganti che lo hanno rapito, il suo trasferimento nella caverna montana che essi abitano, un tentativo di fuga insieme a una fanciulla loro prigioniera, Càrite, e la liberazione finale dei due ad opera del fidanzato di lei che, fingendosi brigante, riesce a ingannare la banda.
Il racconto principale diviene cornice di un secondo racconto, ossia della celebre favola di Amore e Psiche narrata a Càrite dall'anziana sorvegliante. Nei libri successivi, ad esclusione dell'ultimo, riprendono le tragicomiche peripezie dell'asino, che cambia proprietario molte volte: è affidato prima a un servetto prepotente e disonesto di Carite, poi a sedicenti sacerdoti della dea Siria, dediti a pratiche lascive e indovini ciarlatani, passa quindi a un mugnaio che è ucciso dalla moglie cristiana adultera, poi a un ortolano poverissimo, a un soldato romano, e poi due fratelli l'uno cuoco e l'altro pasticciere. Altre volte l'asino non è diretto protagonista ma uditore di vicende collaterali dolorose o a lieto fine che hanno a che fare con la magia (un ragazzo accusato a torto di molestia dalla matrigna invaghita di lui, apparentemente ucciso con il veleno e poi risvegliato; un drago che sbrana un ragazzo) oppure no (uccisione del marito della giovane compagna di prigionia di Lucio, per mano di un altro pretendente; la tresca fra una donna sposata e un giovanotto che lei spaccia per un uomo venuto a riparare una giara; una donna persuasa a torto che il marito la tradisca uccide la cognata, il marito, il medico complice di lei e poi la figlia).
Ovunque l'asino osserva e registra azioni e intenzioni con la sua mente di uomo, spinto sia dalla curiosità, sia dal desiderio di trovare le rose che lo liberino dal sortilegio. Della sua natura ambivalente si avvedono per primi il cuoco e il pasticciere, scoperta che mette in moto la peripezia finale. Informato della stranezza, il padrone dei due artigiani, divertito, compra l'asino per farne mostra agli amici. In un crescendo di esibizioni, Lucio riesce a sfuggire, a Corinto, dall'arena in cui è stato destinato a congiungersi con una condannata a morte (la donna che ha sterminato la propria famiglia per gelosia prima e avidità poi), e nella fuga raggiunge una spiaggia deserta dove si addormenta.
Il brusco risveglio di Lucio nel cuore della notte apre l'ultimo libro. La purificazione rituale che segue e la preghiera alla luna preparano il clima mistico che domina la parte conclusiva: Lucio riprende forma umana il giorno seguente, mangiando le rose di una corona recata da un sacerdote alla sacra processione in onore di Iside, secondo quanto la stessa dea gli aveva prescritto, apparendogli sulla spiaggia. Grato alla dea, Lucio si fa iniziare al culto di Iside a Corinto; stabilitosi a Roma, per volere di Osiride, si dedica a patrocinare le cause nel foro.

## Contaminazione di generi
Le Metamorfosi sono caratterizzate da uno stile narrativo che nell'antichità mancava di una fisionomia definita; appaiono quindi come una contaminazione di generi diversi (epica, biografia, satira menippea, racconto mitologico, ecc.). Nel caso specifico è problematico il rapporto con le fabulae Milesiae (racconti licenziosi che ispirarono anche Petronio), a cui lo stesso autore riconduce l'opera, ma la perdita pressoché totale della traduzione che Cornelio Sisenna (120–67 a.C.) fece delle originali fabulae Milesiae di Aristide di Mileto (II secolo a.C.) ne rende oscure le origini.
Un romanzo pervenuto nel corpus delle opere di Luciano di Samosata, un testo oggi totalmente perduto, sviluppa lo stesso intreccio del romanzo latino, col titolo di Lucio o l'asino, in lingua greca e in forma nettamente più concisa rispetto a quella di Apuleio. Tuttavia, non è chiaro quali siano i rapporti relativi e la priorità dell'uno o dell'altro dei due scritti, e se abbiano avuto una fonte comune; inoltre quest'opera è una ripresa in chiave burlesca di un romanzo di Lucio di Patre a noi giunto frammentario.
È certo che il finale, con l'apparizione di Iside e le successive iniziazioni ai misteri di Iside e di Osiride, appartiene ad Apuleio; anche perché il protagonista, un giovane che si definisce greco in tutto il romanzo, in questo libro, inopinatamente, diventa Madauriensis, sovrapponendo l'io–scrivente all'io-narrante.
Sono comunque differenti il significato complessivo e il tono del racconto: infatti, il testo pseudolucianeo rivela l'intenzione di una narrativa di puro intrattenimento, priva di qualsiasi proposito moralistico, mentre le Metamorfosi di Apuleio - sotto l'apparenza di una lettura di puro svago, intessuta di episodi umoristici e licenziosi - assume in realtà i caratteri del romanzo di formazione.
Lucio, il protagonista, è caratterizzato dalla "curiositas", la quale risulta un elemento positivo entro determinati limiti, che egli non rispetta facendo scattare così la punizione: metamorfosi in asino, animale considerato stupido ed utile solo nel trasporto di grandi carichi. Lucio però mantiene l'intelletto umano, e per questa ragione nel titolo è definito l'asino d'oro, e possiede comunque un punto di vista privilegiato perché osserva gli uomini nei lori gesti quotidiani.
Il romanzo rappresenta anche una denuncia della corruzione della società: infatti vi sono rappresentati imbroglioni, prostitute ed adulteri. Il percorso che dunque Lucio si trova ad affrontare è di espiazione, in quanto passa dalle mani di briganti e mugnai alle esibizioni circensi. Il protagonista rappresenta l'uomo che pecca, e che solo dopo l'espiazione dei suoi peccati si può salvare, sino ad arrivare alla conversione al culto di Iside diventandone sacerdote.
Non manca inoltre nell'opera un livello di beffardo cinismo, volto a evidenziare la natura credulona e irrimediabilmente stolta dell'essere umano, animale dotato di intelletto che però coglie l'essenza della vita solo quando tramutato in asino e a costo di atroci sofferenze fisiche e mentali. Lo stesso Lucio, tuttavia, dopo aver ripreso le sembianze umane non fa tesoro delle sue passate sventure, che interpreta come un mero castigo della sua curiositas. Emblematica in tal senso è la sua decisione, nell'ultimo capitolo del romanzo, di dedicare la propria vita al culto di Iside, iniziando a praticare l'avvocatura per permettersi di pagare le ingenti cifre utili per accedere ai vari riti misterici dedicati alla dea, dimenticando completamente come da asino, nel breve periodo nel quale fu a servizio di un gruppo di elemosinanti cialtroni adepti della dea Siria, avesse potuto cogliere l'intento truffaldino che in molti casi si cela dietro le speculazioni di carattere religioso e votivo. Rispetto a questa chiave di lettura, il tratto autobiografico dell'intera opera appare ancora più manifesto: lo stesso Apuleio fu infatti iniziato a diversi culti misterici, che probabilmente non appagarono la sua fame di conoscenza ed anzi lo costrinsero a spendere grosse somme di denaro, tant'è che giunto a Roma, e dopo essere stato iniziato al culto di Osiride ed Iside, iniziò anch'egli la pratica dell'avvocatura (come il suo alter ego Lucio, che non a caso è definito Madauriensis, nonostante fosse nativo di Corinto). Proprio da avvocato prima e conferenziere dopo, Apuleio poté ancor di più testare il carattere ingenuo dell'essere umano, influenzabile da un'oratoria ammiccante e forbita, che lui stesso aveva sviluppato e utilizzato per trarne profitto e svincolarsi dall'accusa di dissolutezza e magia, mossagli dalla famiglia di Pudentilla. Apuleio, nelle Metamorfosi, mantiene da narratore lo sguardo lucido dell'asino che svela al lettore l'inadeguatezza di Lucio, una volta tornato uomo, nel non essere nuovamente soggiogato dalla sua curiositas, metafora di un'umanità ottusa e incapace di trarre lezioni morali dal proprio vissuto.
Nella sua analisi del romanzo, John Winkler propose di identificare il senso del romanzo nel carattere aporetico dello stesso: la prospettiva dell'interprete e del lettore è ciò che conferisce al romanzo il sio senso, e tale senso sarebbe dunque diverso per ciascuno. In questo senso, è possibile definire le Metamorfosi un'opera aperta, come fece già René Martin.

## Amore e Psiche

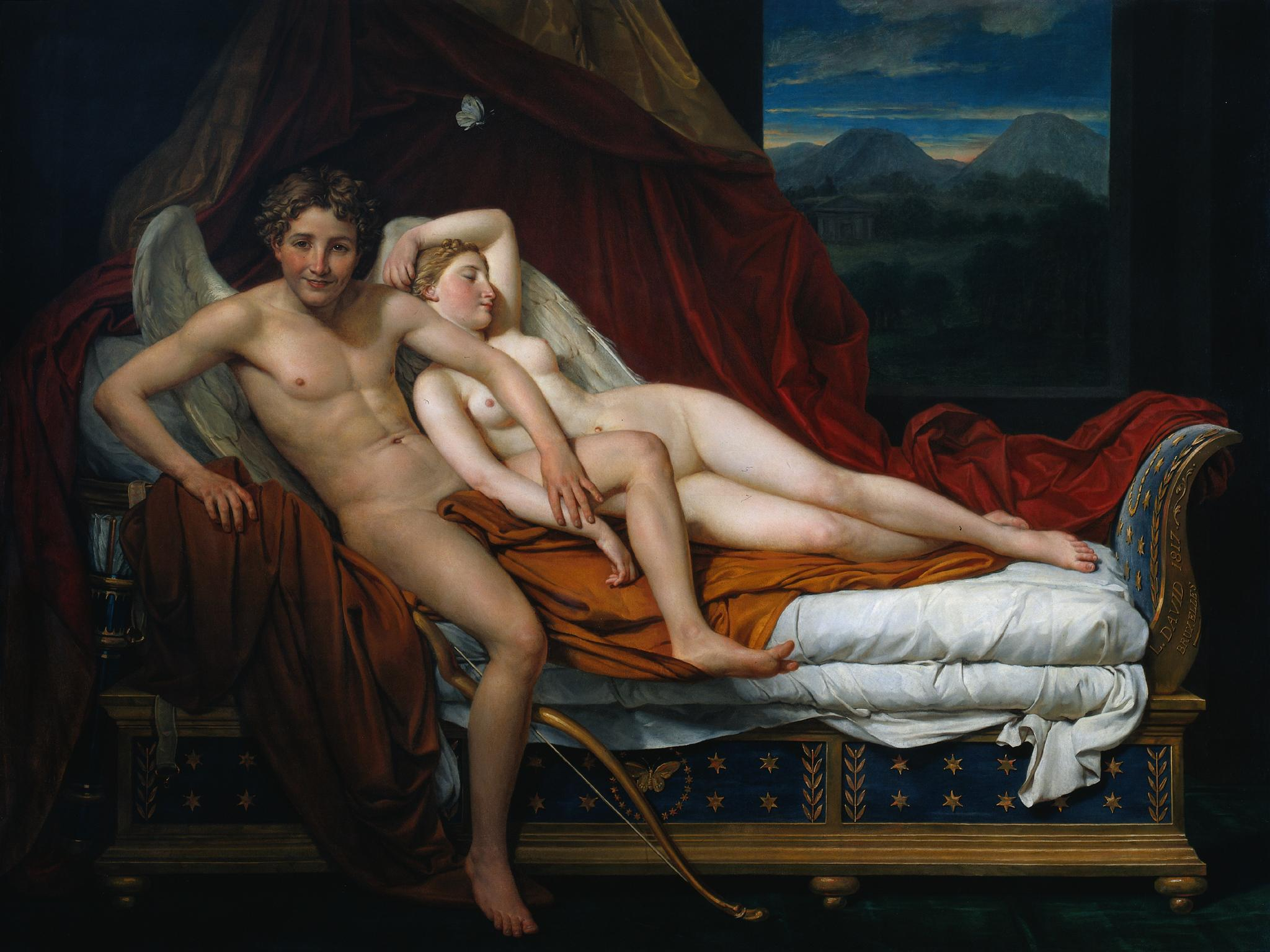
Amore e Psiche, dipinto di Jacques-Louis David

Alcuni episodi minori dell'intreccio trovano corrispondenze precise con la vicenda di Lucio, anticipandola o rispecchiandola. Emblematico è il caso della favola di Amore e Psiche che, grazie al rilievo derivante dalla posizione centrale e dalla lunga estensione, assume valore prefigurante nei confronti del destino di Lucio.
La trama rispecchia tradizioni favolistiche note in tutti i tempi: la figlia minore di un re, a causa della sua straordinaria bellezza, suscita l'invidia di Venere, la quale manda suo figlio Cupido affinché la faccia innamorare dell'uomo più brutto della terra, ma il giovane, vedendola, se ne innamora e la porta con sé in un castello. Alla fanciulla, che ignora l'identità del dio, è negata la vista dell'amato, pena l'immediata separazione da lui. Tuttavia, istigata dalle due sorelle invidiose, Psiche non resiste al divieto e spia Amore mentre dorme: il giovane dio, svegliato da una goccia di cera della candela che Psiche teneva in mano mentre l'osservava, fugge per non far più ritorno, ma quando Psiche lacerata dal dolore per la perdita dell'amato si getta da una rupe, un attimo prima che tocchi terra, Amore la prende fra le sue braccia così salvandola. La novella si conclude con le nozze e gli onori tributati a Psiche, assunta a dea.
La favola di Amore e Psiche svolge nella struttura del romanzo una precisa funzione letteraria: riproduce in scala ridotta l'intero racconto e impone ad esso la giusta chiave di lettura. Tocca al racconto secondario, contenuto nel corpo del romanzo, rendere più complessa la prima lettura attivando una seconda linea tematica (quella religiosa), che si sovrappone alla prima linea tematica (quella dell'avventura) per conferirle un contenuto iniziatico.

## Influenza, traduzioni e rifacimenti
Il poema satirico incompiuto L'asino scritto da Niccolò Machiavelli nel 1517 è un rifacimento modernizzato di Le Metamorfosi. Machiavelli trasse ispirazione da Le Metamorfosi anche per alcune novelle.
La prima traduzione italiana, nel 1519, col titolo di Apulegio volgare, è di Matteo Maria Boiardo. Un altro rifacimento, noto come L'asino d'oro è dovuto ad Agnolo Firenzuola, pubblicato nel 1550.

## Traduzioni italiane
- L'asino d'oro [o Le metamorfosi], traduzione di Felice Martini, con antiche xilografie, Roma, Formiggini, 1927.
- Le trasformazioni, traduzione di Massimo Bontempelli, Società Anonima Notari, 1928; Garzanti, 1946. - col titolo L'asino d'oro, Einaudi, 1973; Milano, SE, 2011.
- Opere. Metamorfosi o asino d'oro, a cura di G. Augello, Collezione Classici latini, Torino, UTET, 1980.
- Metamorfosi, a cura di Marina Cavalli, Milano, Mondadori, 1995.
- Apuleio, Le metamorfosi o L'asino d'oro (testo latino a fronte), trad. Alessandro Fo, Collezione I Classici Classici, Milano, Frassinelli, 2002; Torino, Einaudi, 2010.
- Le Metamorfosi, traduzione di Lara Nicolini, Collezione Classici Greci e Latini, Milano, BUR, 2005, ISBN 978-88-170-0504-3.
- Le Metamorfosi, (testo latino a fronte) Saggio introduttivo, trad. e note di Monica Longobardi, Presentazione di Gian Biagio Conte, Collezione Classici Greci Latini, Santarcangelo di Romagna, Rusconi, 2019, ISBN 978-88-180-3362-5. - Foschi, 2019.
- Luca Graverini, Lara Nicolini (a cura di), Metamorfosi. Volume I, Libri I-III, traduzione di Luca Graverini, Collezione Scrittori greci e latini della Fondazione Lorenzo Valla, Milano, Mondadori, 2019, ISBN 978-88-047-1132-2. [primo di 4 voll.]
- Lara Nicolini, Caterina Lazzarini, Nicolò Campodonico (a cura di), Metamorfosi. Volume II, Libri IV-VI., traduzione di Luca Graverini, Collezione Scrittori greci e latini della Fondazione Lorenzo Valla, Milano, Mondadori, 2023, ISBN 9788804754619.

## Adattamenti
- L'asino d'oro: processo per fatti strani contro Lucius Apuleius cittadino romano - film del 1970 diretto da Sergio Spina[7].